# Speedway aux Jeux mondiaux de 2017
Navigation
Londres 1985
Les épreuves de speedway des Jeux mondiaux de 2017 ont lieu le 29 juillet 2017 à Wrocław. Il s'agit d'un sport de démonstration pour la seconde fois après l'édition de 1985.

## Équipes participantes
Les épreuves regroupent 7 équipes composés de deux titulaires et un remplaçant.
| Équipe      | Titulaire              | Titulaire        | Remplaçant       |
| ----------- | ---------------------- | ---------------- | ---------------- |
| Allemagne   | Kai Huckenbeck         | Erik Riss        | Lukas Fienhage   |
| Australie   | Jason Doyle            | Chris Holder     | Max Fricke       |
| Danemark    | Niels Kristian Iversen | Kenneth Bjerre   | Michael Jensen   |
| Pologne     | Bartosz Zmarzlik       | Maciej Janowski  | Patryk Dudek     |
| Royaume-Uni | Steve Worrall          | Robert Lambert   | Danny King       |
| Russie      | Andrei Kudriashov      | Viktor Kulakov   | Emil Saytfudinov |
| Suède       | Fredrik Lindgren       | Antonio Lindback | Peter Ljung      |

## Résultats détaillés

### Qualifications
| Place | Équipe      | Joués | Points |
| ----- | ----------- | ----- | ------ |
| 1     | Australie   | 6     | 24     |
| 2     | Pologne     | 6     | 23     |
| 3     | Suède       | 6     | 20     |
| 4     | Allemagne   | 6     | 17     |
| 5     | Russie      | 6     | 16     |
| 6     | Danemark    | 6     | 15     |
| 7     | Royaume-Uni | 6     | 11     |

- Qualifié pour la finale
- Qualifié pour la manche décisive

| 19H00 | Danemark    | 3 | 3 | Suède       |
| 19H05 | Russie      | 2 | 4 | Australie   |
| 19H10 | Allemagne   | 1 | 5 | Pologne     |
| 19H15 | Royaume-Uni | 3 | 3 | Danemark    |
| 19H20 | Suède       | 5 | 1 | Russie      |
| 19H25 | Australie   | 4 | 2 | Allemagne   |
| 19H30 | Royaume-Uni | 2 | 4 | Pologne     |
| 19H35 | Danemark    | 4 | 2 | Russie      |
| 19H40 | Australie   | 3 | 3 | Suède       |
| 19H45 | Allemagne   | 5 | 1 | Royaume-Uni |
| 19H50 | Pologne     | 5 | 1 | Danemark    |
| 19H55 | Suède       | 3 | 3 | Allemagne   |
| 20H00 | Russie      | 3 | 3 | Pologne     |
| 20H05 | Royaume-Uni | 1 | 5 | Australie   |
| 20H10 | Danemark    | 3 | 3 | Allemagne   |
| 20H15 | Pologne     | 3 | 3 | Suède       |
| 20H20 | Russie      | 5 | 1 | Royaume-Uni |
| 20H25 | Australie   | 5 | 1 | Danemark    |
| 20H30 | Suède       | 3 | 3 | Royaume-Uni |
| 20H35 | Allemagne   | 3 | 3 | Russie      |
| 20H40 | Pologne     | 3 | 3 | Australie   |

### Manche décisive
| 20H45 | Pologne | 3 | 3 | Suède |

| Équipe  | Points de la qualification | Points de la manche décisive |
| ------- | -------------------------- | ---------------------------- |
| Pologne | 23                         | 3                            |
| Suède   | 20                         | 3                            |

- Qualifié pour la finale
- Médaillé de bronze

### Finale
| 20H50 | Australie | 1 | 5 | Pologne |

| Équipe    | Points de la qualification | Points de la finale |
| --------- | -------------------------- | ------------------- |
| Pologne   | 23                         | 5                   |
| Australie | 24                         | 1                   |

- Médaillé d'or
- Médaillé d'argent

## Podiums
| Épreuves | Or                                                         | Argent                                                       | Bronze                                                             |
| -------- | ---------------------------------------------------------- | ------------------------------------------------------------ | ------------------------------------------------------------------ |
| Équipe   | Pologne Bartosz Zmarzlik Maciej Janowski (en) Patryk Dudek | Australie Jason Doyle (en) Chris Holder (en) Max Fricke (en) | Suède Fredrik Lindgren (en) Antonio Lindbäck (en) Peter Ljung (en) |

## Tableau des médailles
- Pays organisateur

| Rang  | Nation    | Or | Argent | Bronze | Total |
| ----- | --------- | -- | ------ | ------ | ----- |
| 1     | Pologne   | 1  | 0      | 0      | 1     |
| 2     | Australie | 0  | 1      | 0      | 1     |
| 3     | Suède     | 0  | 0      | 1      | 1     |
| Total | Total     | 1  | 1      | 1      | 3     |